# フットサルクラブ選手権
フットサルクラブ選手権（―せんしゅけん）とは、日本フットサル施設連盟・スポーツニッポン新聞社が主催するフットサル大会である。アサヒ飲料の特別協賛により、アサヒ飲料杯 スポニチフットサルクラブ選手権として行われている。
1999年に第1回大会開催。
フットサル施設対抗として行われ、全国90以上の施設で予選を勝ち抜いた各施設代表64チームにより、秋に決勝大会を行う。